# Мистрал
Мистрал је врста ветра који дува са севера. Представља продор арктичког ваздуха из долине реке Роне, између Алпа и Пиринеја у Медитеран. Дува зими и доноси хладно време.